# Петров, Ясен
Ясен Петров Петров (болг. Ясен Петров Петров; род. 23 июня 1968, Пловдив) — болгарский футболист, атакующий полузащитник; тренер. В 1993 году привлекался к матчам за национальную сборную Болгарии.

## Карьера

### Карьера игрока
Начал выступления в чемпионате Болгарии. В разные годы играл за «Локомотив» (София), «Левски», «Ботев» (Пловдив). Также выступал в Китае, где играл за «Чэнду Уню», «Ухань Оптикс Вэлли» и «Цзянсу Сайнти». Несколько сезонов провёл в Германии и на Кипре. В 1993 году сыграл три товарищеских матча за национальную сборную Болгарии.

### Карьера тренера
В качестве тренера возглавлял болгарские команды «Ботев» (Враца), «Черно море», «Локомотив» (Пловдив), «Локомотив» (София). Лучшим достижением стал дебютный матч в качестве тренера за «Локомотив» (Пловдив), в котором со счётом 4:0 была обыграна команда «Ботев» (Пловдив).
20 мая 2010 года был представлен как главный тренер клуба «Левски». Получил известность после победы в болгарском дерби. После серии отборочных матчей против «Дандолка», «Кальмара» и АИКа против «Левски» получил путёвку в Лигу Европы 2010/11. В итоге клуб попал в группу C, где встретился с «Гентом», «Лиллем» и «Спортингом». По окончании сезона «Левски» занял второе место, а Петров был уволен из клуба.
В 2013 году возглавил китайский клуб «Шицзячжуан Юнчан Цзюньхао», представлявший первую лигу Китая. В сезоне 2014 года занял второе место и получил путёвку в элитный дивизион.

## Достижения

### В качестве игрока
Левски:
- Обладатель Кубка Болгарии по футболу: 1992

 Локомотив (София):
- Обладатель Кубка Болгарии по футболу: 1995

### В качестве тренера
Черно море:
- Финалист Кубка Болгарии по футболу: 2006